# Pimelodella cruxenti
Pimelodella cruxenti är en fiskart som beskrevs av Fernández-yépez, 1950. Pimelodella cruxenti ingår i släktet Pimelodella och familjen Heptapteridae. Inga underarter finns listade i Catalogue of Life.